# ماكروشوك
صَدْمَة كبيرة (بالإنجليزية:  Macroshock)‏ هو مصطلح طبي لتأثيرات الجسم المعرضة للتيار الكهربائي، والتي يمكن أن تؤدي إلى اصابة شديدة أو الوفاة بسبب الصعق الكهربائي. يستخدم غالبا في مجال الطبي، ولكنه يستخدم أيضا بشكل شائع في المجالات الفيزيولوجيا الكهربائية والهندسة الحيوية. تعاريف المصطلح غير متناسقة ؛هناك ثلاثة تعاريف مقبولة بشكل عام. اعتمادا على النص الطبي المستخدم، فان الصدمة الكبرى اما:
- صدمة كهربائية قوية ناتجة عن التيار الذي يمر عبر الجذع أو الرأس، مع ملامسة المصدر من خلال الجلد السليم. بموجب هذا التعريف، تكون الصدمة الكبرى قاتلة دائما بسبب التسبب في الرجفان البطيني للقلب.
- مرور التيار من جزء من الجسم إلى آخر خاصة من ذراع إلى ذراع وبالتالي عبر القلب. من خلال هذا التعريف، فان حجم التيار نفسه (في الأمبير) هو العامل الأكثر أهمية. بشكل عام، كلما كان التيار أكبر، كلما كانت الصدمة أكثر خطورة وكلما زاد احتمال أن تكون مميتة. لذلك، فان الصدمة ذات جهد عالي ومنخفضة التيار ليست خطيرة، ولكن الصدمة ذات جهد منخفض وعالية التيار قد تسبب ضررا كبيرا أو الموت.
- مرور التيار بين منطقتين مختلفتين من الجلد. لا يعتبر في هذا التعريف ما أذا كان الرأس أو القلب المعنية أم لا. لذلك، قد لا تكون مثل هذه الصدمة قاتلة، على الرغم من أنها قد تسبب تلفا شديدا عن طريق الكسر الكهربائي للجلد.